# Championnat du monde féminin de curling 2001
Navigation
Édition précédente Édition suivante
Le Championnat du monde féminin de curling 2001, vingt-troisième édition du championnat du monde féminin de curling, a eu lieu du 31 mars au 8 avril 2001 au Malley Sports Centre de Lausanne, en Suisse. Il est remporté par le Canada.